# ال میراژ (آریزونا)
ال میراژ (به انگلیسی: El Mirage) شهری در شهرستان مریکوپا ایالت آریزونا است که در سرشماری سال ۲۰۱۰ میلادی، ۳۱٬۷۹۷ نفر جمعیت داشته است. ال میراژ، به‌طور رسمی در تاریخ ۱۹۵۱ میلادی به‌عنوان یک شهر شناخته شد.